# La vida es sueño

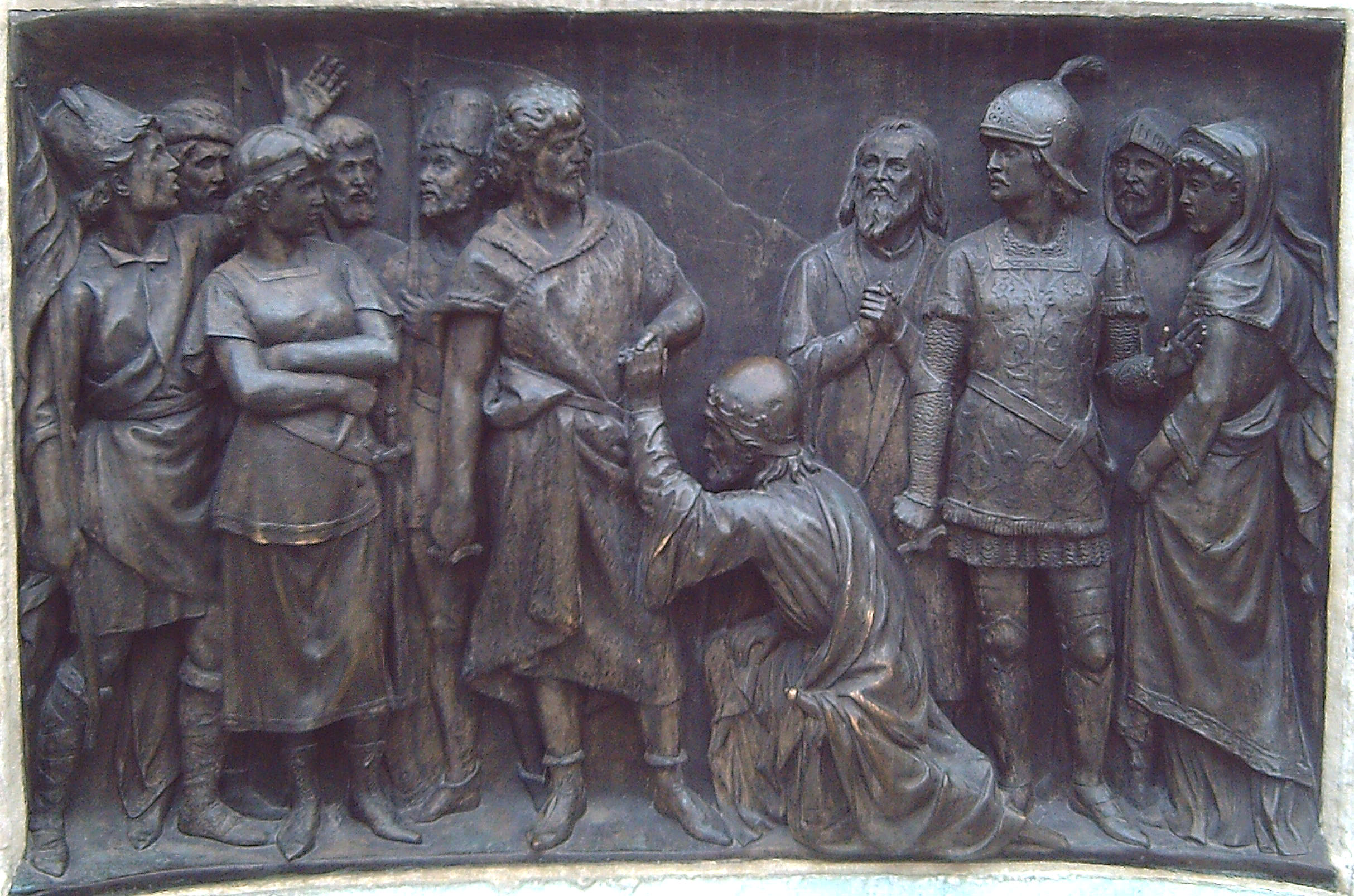
Representació de La vida se sueño en relleu de bronze, detall del monument a Calderón de Madrid (J. Figueras, 1878).

La vida es sueño (en català La vida és somni) és una obra teatral de Pedro Calderón de la Barca escrita el 1635.

## Breu resum de l'argument
Tracta de la vida de Segismundo, fill del rei-astròleg Basilio, de Polònia, que va tancar el seu propi fill dins una torre després d'interpretar l'horòscop (que li deia que el naixement del seu fill li aportaria moltes desgràcies). Amb el pas del temps el Rei ordenarà que treguin de la presó el seu fill, però aquest es comportarà d'una manera incivilitzada i tornaran a tancar-l'hi. El poble alliberarà el príncep Segismundo quan s'assabenti que torna a estar empresonat.

## Gènere
L'obra té un to dramàtic, encara que no sigui una tragèdia. Podem considerar-la teatre popular del barroc, instaurat per Lope de Vega.

## Personatges
Segismundo: protagonista, porta el pes de l'obra. Descrit com a ànima reprimida, reflexiu, greument afectat per la seva llarga reclusió. Es comporta de forma cruel i despietada, però després hi trobem accions més humanes.
Rosaura: coprotagonista. Junt amb Segismundo intentarà impedir que Astolfo es converteixi en rei. Oculta la seva identitat fent-se passar per una criada. És filla de Clotaldo i finalment es casa amb Astolfo.
Basilio: rei de Polònia, pare de Segismundo. Dèbil i indecís. Patint perquè Segismundo sigui un rei tirà el tanca en una torre, perquè li ho diu un oracle. Acaba admetent els seus errors.
Clotaldo: guardià de la torre de Segismundo i el seu mestre. Pare secret de Rosaura.
Astolfo: duc de Moscòvia, triat pel rey Basilio per succeir-lo, promés amb Estrella encara que estima a Rosaura. Aconsegueix casar-s'hi.
Estrella: infanta de la cort de Basilio i promesa amb Astolfo per ser reina. S'acaba casant amb Segismundo.
Clarín: criat i company de Rosaura. Astut i espavilat, correspon a la figura del "gracioso".

## Estructura
L'obra de Calderón està dividida en tres actes:
- Acte primer: des que Clarín i Rosaura arriben a la torre on es troba empresonat Segismundo fins a l'alliberament de Rosaura i Clarín.
- Acte segon: des del despertar de Segismundo al palau reial fins al famós monòleg d'aquest (toda la vida se sueño / y los sueños, sueños son).
- Acte tercer: des que el poble vol alliberar Segismundo de la torre (on ha estat novament empresonat) fins que el Rei reconeix Segismundo com a futur Rei de Polònia.

## Mètrica
L'obra consta d'un total de 3.319 versos organitzats en un total de 6 estrofes diferents, les quals són:
- Al 1r acte: silves (del vers 1 al 102), dècimes (del v.103 al 272), romanços (del v. 273 al 474 i del 600 al 985) i quintetas (del v.475 al 599).
- Al 2n acte: romanços (del v. 986 al 1223 i del v. 1724 al 2017), redondillas (del v. 1224 al 1547), silves (del v. 1546 al 1723) i dècimes (del v. 2018 al 2187).
- Al 3r acte: romanços (del v. 2188 al 2427, del v. 2690 al 3015 i del v. 3098 al 3319), octaves reials (del v. 2426 al 2491), "redondillas" (del v. 2492 al 2655 i del v. 3016 al 3097), silves (del v. 2656 al 2689).